# Walter Dahlmann
Walter Dahlmann (* 17. Oktober 1945 in Essen) ist ein ehemaliger deutscher Tischtennis-Nationalspieler.

## Jugend
Dahlmann begann als Elfjähriger mit dem Tischtennisspielen. Er trat dem Verein SV Moltkeplatz Essen bei. In dessen Herrenmannschaft trug er zum Aufstieg 1962 in die Oberliga, der damals höchsten deutschen Spielklasse, bei.
1962 und 1963 wurde Dahlmann deutscher Jugendmeister im Einzel jeweils vor Wilfried Lieck (SV Moltkeplatz Essen) sowie im Doppel, beide Mal mit Wilfried Lieck als Partner. Im Mixed erreichte er mit Christel Lang (SC Union Ohligs)1963 das Endspiel. Bei den  Internationalen Jugendmeisterschaften von England siegte Dahlmann 1963 im Mixed an der Seite von Jutta Krüger (TTC Blau-Gold Berlin), 1964 siegte er in allen Individualwettbewerben.

## Erwachsene
1965 wurde Dahlmann Westdeutscher Meister im Einzel, im Doppel mit Jürgen Reuland (Borussia Düsseldorf) und im Mixed mit Rosemarie Seidel (DSC Kaiserberg). Von 1967 bis 1969 gewann er dreimal in Folge mit Wilfried Lieck den Doppelwettbewerb.
Am 29. November 1968 Jahre nahm er in Wuppertal an einem Europaliga-Länderspiel gegen Ungarn teil. Bei dem 4:3-Sieg Deutschlands wurde er nur im Doppel eingesetzt, das er an der Seite von Wilfried Lieck gegen Tibor Klampár/Péter Rózsás verlor.
Dem Verein SV Moltkeplatz Essen hielt er die Treue. 1965, 1966, 1967 und 1969 wurde dieser Deutscher Vize-Mannschaftsmeister. 1968 gewann Essen die Deutsche Pokalmeisterschaft.
Da Dahlmann seinen Schwerpunkt auf seinen Beruf legte, blieben weitere internationale Erfolge aus.

## Privat
Dahlmann hat eine Ausbildung als technischer Zeichner. Er arbeitete als selbständiger technischer Kaufmann.